# Erkenbert (Waldsassen)
Erkenbert war  von 1194 bzw. 1196 bis zu seinem Ableben im Jahr 1212 Abt des Klosters Waldsassen.
Während seines Abbatiats wurde das vor einigen Jahren von Waldsassen aus gegründete Kloster Sedletz kräftig unterstützt. Zudem gab es in dieser Zeit Schenkungen des römischen Königs Philipp und anderen Adligen an das Kloster.